# Färntjärnen (Idre socken, Dalarna)
Färntjärnen är en sjö i Älvdalens kommun i Dalarna och ingår i Dalälvens huvudavrinningsområde.